# Kazan'in Michimasa
Kazan'in Michimasa (花山院 通雅?   23 de abril de 1232-17 de junio de 1276) fue un kugyō (cortesano japonés de clase alta) que vivió durante la era Kamakura. Fue miembro de la familia Kazan'in (derivado del clan Fujiwara) e hijo del cortesano Kazan'in Sadamasa.

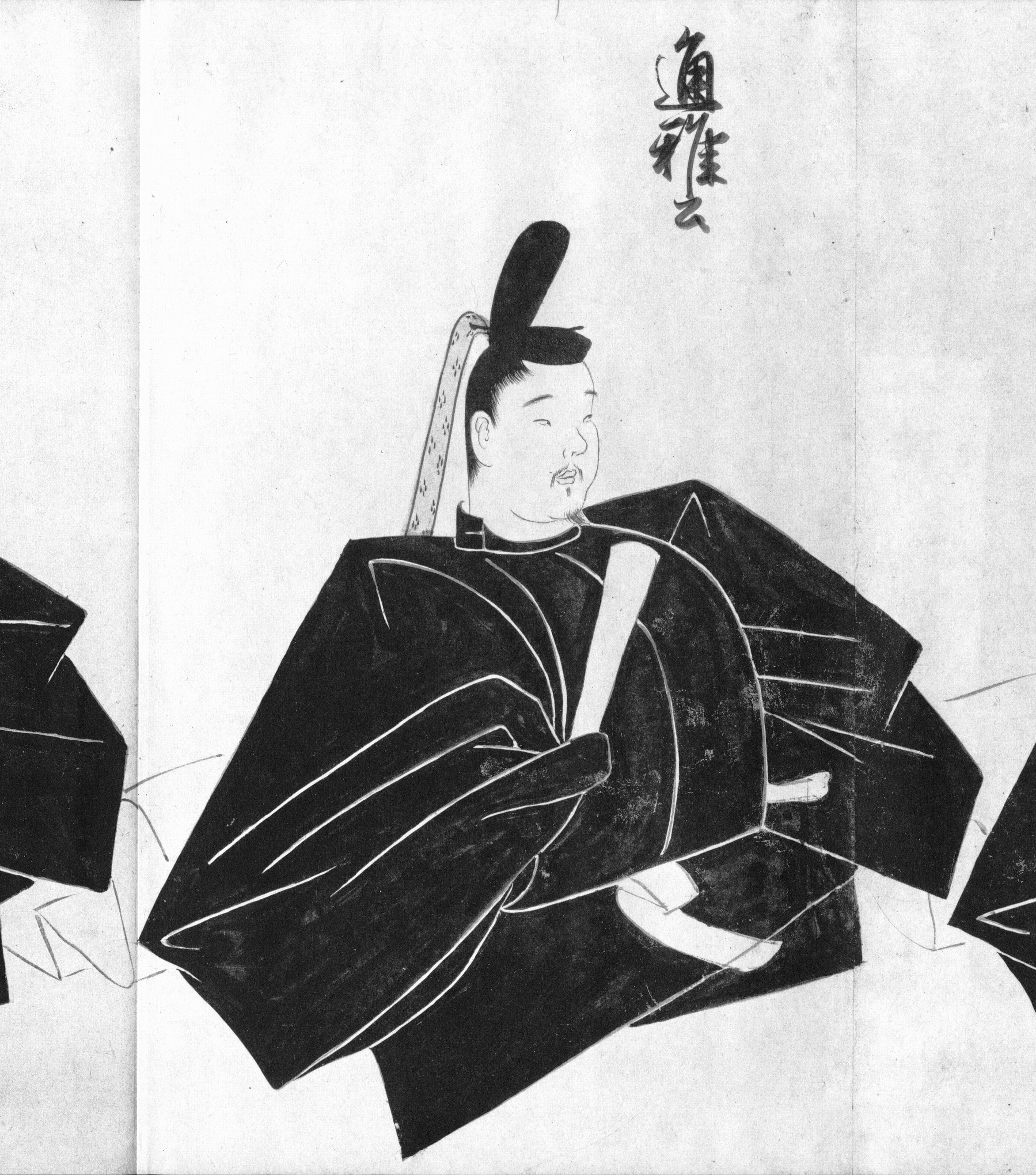
Kazan'in Michimasa
(Tenshi Sekkan Miei,)

Ingresó a la corte imperial en 1233 con el rango jugoi inferior, y fue promovido en 1236 al rango jugoi superior y nombrado chambelán. En 1237 ascendió al rango jushii inferior y poco después a jushii superior, en 1241 fue promovido al rango shōshii inferior y en 1247 fue ascendido a jusanmi, convirtiéndose en cortesano de clase alta. En 1248 se le asignó como vicegobernador de la provincia de Echizen y en 1250 fue ascendido al rango shōsanmi y como sangi. En 1251 fue nombrado gonchūnagon y en 127 fue promovido al rango shōnii y ascendido a gondaigaon.
Fue nombrado naidaijin desde 1268 hasta 1269, cuando fue promovido a udaijin hasta 1271. En 1275 fue ascendido al rango juichii y nombrado Daijō Daijin hasta 1276, cuando abandonó su vida como cortesano y se convirtió en monje budista (shukke), tomando el nombre de Kūri (空理?) y fallecería un mes después.
Tuvo como hijos a los cortesanos Kazan'in Ienaga y Kazan'in Ienori.